# Saint-Lattier
Saint-Lattier település Franciaországban, Isère megyében. Lakosainak száma 1468 fő (2022. január 1.). Saint-Lattier La Baume-d’Hostun, Châtillon-Saint-Jean, Eymeux, Parnans, Saint-Paul-lès-Romans, Montagne, Saint-Bonnet-de-Chavagne és Saint-Hilaire-du-Rosier községekkel határos.

## Népesség
A település népessége az elmúlt években az alábbi módon változott:
| Lakosok száma | 833  | 902  | 1028 | 1192 | 1273 | 1280 | 1338 | 1399 | 1418 | 1468 |
|               | 1968 | 1982 | 1990 | 2006 | 2013 | 2015 | 2017 | 2019 | 2020 | 2022 |